# Союз зверей
«Союз зверей» (нем. Konferenz der Tiere) — приключенческая комедия режиссёра Райнхард Клоосс, произведенная Constantin Film Produktion. Фильм выпущен во всем мире в формате 3D 7 октября 2010 года. Сюжет затрагивает экологическую проблему, о том, к какой катастрофе для зверей и всей экосистемы может привезти строительство лишь одной дамбы.

## Сюжет
В дельте Окаванго дельта ежегодное наводнение не достигло дельты. Воды стало мало, и местные животные, включая стадо носорогов и буйволов, в том числе Чино и Бигги, яростно сражаются за нее. Серый сурикату по имени Билли и лев по имени Сократ отправляются на поиски воды, и во время своих поисков они попадают в страшное и грязное место под названием «Долина смерти», а затем их встречает разношёрстная группа животных со всего мира. мир: белый медведь по имени Суши, рыжего кенгуру по имени Тоби, Тасманийский дьявол по имени Смайли, две галапагосские черепахи по имени Уинифред и Уинстон и петух по имени Чарльз, которым люди так или иначе разрушили свою жизнь, и они отправились в Африка. Той ночью Сократ рассказывает Билли трагическую историю о том, как он и его брат Мамбо вошли в «Долину смерти» и как Мамбо был застрелен странным браконьером. На следующее утро животные обнаруживают причину отсутствия воды в Дельте: была построена плотина для снабжения энергией роскошного курорта под названием Eden Paradise Hotel, который предназначен для конференции по климату и принадлежит человеку по имени мистер Смит. Животные встречают шимпанзе по имени Тото, который является талисманом отеля. Тото помогает животным вернуть воду, однако браконьер по имени Хантер похищает Сократа, а другие животные убегают.
Животные проводят конференцию, на которой Уинифред и Уинстон объясняют смертельное будущее, которое может быть возможным для животных. Однако после конференции Уинифред и Уинстон умирают. В тот день Билли и другие животные проходят через «Долину смерти» к плотине. Охотник замечает животных и пытается остановить их с помощью биплана, но его останавливает Тото. Затем животные начали отправлять сообщение, позволив стае саранчи преподать людям урок кражи воды, съев все в их конференц-зале, включая их документы и одежду. Билли спасает Сократа, и с помощью Тото они сбегают по жёлобу. Животные преследуют охотнику и угрожают спустить его в логово тигров, если он не скажет им, почему он заблокировал воду, что заканчивается тем, что Билли нокаутирует браконьера. Затем вода выходит из плотины, заставляя всех праздновать возвращение воды и приглашать Тото жить с ними.
В конце фильма главные герои приплывают на синий кит в Нью-Йорк, разубеждая людей в пользе постоянной промышленности.

## Роли озвучивают
- Ральф Шмитц — Сурикат Билли
- Томас Фритш — Лев Сократ
- Кристоф Мария Хербст — Петух Шарль
- Бастиан Пастевка — Слониха Энджи
- Оливер Калкофе — Гостиничный директор Смит
- Питер Грогер — Черепаха Уинстон

## Съёмочная группа
Режиссёры и продюсеры
- Райнхалд Клосс
- Хольгер Таппе

Исполнительный продюсер
- Мартин Мошкович

Асоциальный продюсер
- Себастьян Ример

Авторы сценария
- Оливер Хузли
- Райнхалд Клосс

Композитор
- Дэвид Ньюман

Художники-постановщики
- Хеннинг Аллерс
- Джейс Бьюкенен

Монтажёр
- Александр Диттнер